# Дево, Этьенн Эмиль
Этьенн Эмиль Дево (фр. Étienne-Émile Desvaux; 1830—1854) — французский ботаник.

## Биография
Эмиль Дево родился 8 февраля 1830 года в семье химика и агронома, мэра города Мондубло. Отец научил его истории и географии, а также греческому и латинскому языкам. Эмиль с детства интересовался изучением природы, с десяти лет сопровождал отца во время ботанических экспедиций. В 1843 году Дево поступил в Лицей Людовика Великого в Париже, в 1847 году окончил его со степень бакалавра по естественным наукам. В 1847 году он путешествовал по Пиренеям, познакомился со многими ботаниками. В 1851 году Эмиль посетил несколько важных гербариев Европы. Дево изучил образцы чилийских злаков, хранившиеся в Германии и Швейцарии, по просьбе ботаника Клода Ге. В марте 1854 года вышла книга Ге по флоре Чили, часть её текста составил Дево. Эмиль был одним из первых членов Французского ботанического общества, однако не успел посетить ни одного собрания его членов. У Эмиля Дево было слабое здоровье, 13 мая 1854 года он умер, о чём было объявлено на первом съезде членов Общества.